# Daniel Chiriță
Daniel Chiriță (Ploiești, 24 marzo 1974) è un ex calciatore rumeno, di ruolo difensore.
Anche suo figlio Alexandru è un calciatore.

## Carriera

### Club
Ha giocato nella prima divisione dei campionati rumeno, ucraino e russo.

### Nazionale
Ha giocato nella nazionale rumena Under-21.

## Palmarès

### Club

#### Competizioni nazionali
- Coppa di Romania: 2

Petrolul Ploiești: 1994-1995
Rapid Bucarest: 2001-2002
- Campionato rumeno: 1

Rapid Bucarest: 1998-1999
- Supercoppa di Romania: 1

Rapid Bucarest: 1999
- Kubok Prem'er-Liga: 1

Zenit San Pietroburgo: 2003